# Gianni Amelio
Gianni Amelio (San Pietro Magisano, Catanzaro, Calabria, 20 de Janeiro de 1945) é um realizador de cinema italiano.
Foi membro do júri do Festival de Cannes em 1995. Realizou diversos filmes aclamados, tais como Stolen Children de 1990, Lamerica de 1994 e The Keys to the House de 2004.

## Filmografia como realizador
- 1973: La città del sole
- 1974: Effetti speciali
- 1976: Il cinema secondo Bertolucci
- 1978: La morte al lavoro
- 1979: Il piccolo Archimede
- 1980: I velieri
- 1982: Colpire al cuore
- 1987: I ragazzi di via Panisperna
- 1989: Open Doors
- 1992: Stolen Children
- 1994: Lamerica
- 1998: Così ridevano
- 2004: The Keys to the House
- 2006: La stella che non c'è

## Prémios e nomeações
- Nastro d'Argento: Melhor Realizador
  - Open Doors (1991)
  - The Stolen Children (1993)
  - Lamerica (1995)
  - The Keys to the House (2005)

- Leão de Ouro no Festival de Veneza
  - Così ridevano (1998)

- European Film Awards: Melhor Filme
  - Porte aperte (1991)
  - The Stolen Children (1993)
  - Lamerica (1995)